# Moisés (cartunista)
Moisés é um cartunista, ilustrador e pintor letrista, nascido no Rio de Janeiro, no dia 19 de setembro de 1963.

## Estilo
Moisés desenvolveu seu estilo de desenho ao produzir longas histórias em quadrinhos (com mais de uma centena de páginas) apenas como ensaio.
Começou com a ilustração e a charge como colaborador em um informativo da empresa em que trabalhava como auxiliar administrativo, onde produzia uma página de passatempo ilustrada. Publicou cartum em várias edições da Revista Coquetel, especializada em palavras cruzadas.
Publicou charges em todos os jornais de Angra dos Reis (onde mora desde 1987), além de ilustrações de matérias e editoriais, e montagem de anúncios.
Trabalha também com criação de logomarcas, layout para cartazes, painéis. Publica seus trabalhos de charges e cartuns na internet, onde mantém um site.
Fontes sobre o Cartunista: 
https://diariodovale.com.br/lazer/mostra-charges-cartuns-e-outras-coisas-desenhadas-do-chargista-moises-gomes-de-carvalho-pode-ser-conferida-na-casa-de-cultura-de-angra-dos-reis/
http://g1.globo.com/rj/sul-do-rio-costa-verde/noticia/2016/01/mostra-de-cartuns-e-charges-esta-aberta-para-visitas-em-angra-rj.html
http://www.angra.rj.gov.br/noticia.asp?vid_noticia=49561&IndexSigla=imp
http://blogs.correiobraziliense.com.br/aricunha/laranjal-e-feminicidio-mostram-um-brasil-que-nao-respeita-suas-mulheres/